# Nikolái Nósov
Nikolái Nikoláyevich Nósov (en ruso Никола́й Никола́евич Но́сов; Kiev, Imperio ruso; 10 de noviembre de 1908 - Moscú, Unión Soviética, 26 de julio de 1976) fue un escritor infantil ruso.
Nació en Kiev en el seno de una familia de actores. En 1927-1929 estudió Bellas Artes en Kiev. En 1932 terminó los estudios en el Instituto Cinematográfico de Moscú. Desde entonces y hasta 1951 trabajó como director de películas de dibujos animados y documentales.
En 1938 comenzó a publicar relatos para niños. Introdujo en la literatura infantil de la época la figura del niño-protagonista travieso, curioso, siempre activo y permanentemente enredado en situaciones poco habituales y con frecuencia cómicas. Tuvieron gran éxito entre el público juvenil sus relatos La Alegre Familia (1949) y El Diario de Kolia Sinitsyn (1950). No obstante, su consagración como un clásico de la literatura para niños en lengua rusa tuvo lugar con la trilogía de Nosabenada (Neznayka): Las Aventuras de Nosabenada y sus Amigos (1953-54), Nosabenada en la Ciudad del Sol (1958), Nosabenada en la Luna (1964-1965).

## Adaptaciones cinematográficas
- Bobik visita a Barbós:  (Бобик в гостях у Барбоса): cortometraje de dibujos animados de 1977 basado en un cuento de Nósov, producido por los estudios Soyuzmultfilm y dirigido por Vladímir Popov (1930 - 1987).[1][2]

- Fichas de películas basadas en textos de Nósov; en Internet Movie Database.

## Bibliografía

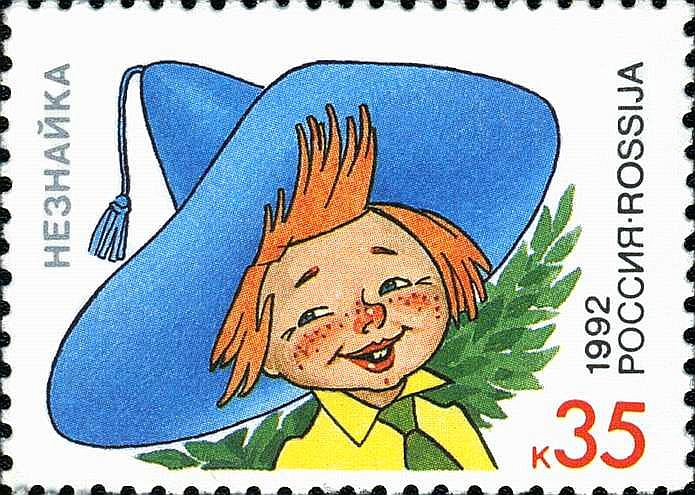
Nosabenada representado en un sello postal.